# Elisabeth Roloff
Elisabeth Roloff, née à Bielefeld le 18 février 1937 où elle est morte le 14 décembre 2008, est une organiste allemande.

## Biographie
Elisabeth Roloff commence à étudier l'orgue à l'âge de 13 ans à l'église luthérienne évangélique de Bielefeld-Sieker puis elle étudie aux conservatoires de Berlin et de Cologne. Après l'obtention de son diplôme de l'école supérieure de musique de Cologne, elle poursuit ses études au Royal College of Music à Londres, auprès de Ralph Downes. De 1974 à 1982, elle est organiste titulaire à l'église protestante allemande de Paris tout en étant élève de Marie-Claire Alain.
À partir de 1982, la musicienne est maître de conférences à la Rubin Academy of Music and Dance à Jérusalem tout en étant titulaire du grand-orgue de l'église du Rédempteur de Jérusalem. Par ses concerts dans la plupart des pays d'Europe, des États-Unis, en Amérique du Sud et au Mexique, elle acquiert une renommée et une reconnaissance internationales. Grâce à ses émissions de radio et ses disques, ainsi que par son enseignement, elle suscite l'intérêt pour l'orgue même en Israël. Les points forts de sa vie sont le Festival Bach pour orgue à Jérusalem, où tout l'œuvre pour orgue de Jean-Sébastien Bach est joué, ainsi que le Festival international d'orgue en Israël en 2003 qui se déroule à Jérusalem, Tel-Aviv et Haïfa. Outre ses émissions de radio et ses disques, elle sort de nombreux CD avec la maison DG – Dabringhaus et Grimm à Detmold.